# Angely Garrido
Angely Xiomara Garrido Álvarez (* 30. März 2003) ist eine venezolanische Mittelstreckenläuferin, die sich auf die 800-Meter-Distanz spezialisiert hat.

## Sportliche Laufbahn
Erste Erfahrungen bei internationalen Meisterschaften sammelte Angely Garrido im Jahr 2021, als sie bei den U20-Südamerikameisterschaften in Lima in 2:12,23 min die Silbermedaille über 800 m gewann. Anschließend belegte sie bei den U23-Südamerikameisterschaften in Guayaquil in 2:14,98 min den siebten Platz und im Dezember gelangte sie bei den erstmals ausgetragenen Panamerikanischen Juniorenspielen in Cali mit 2:19,17 min auf Rang neun und wurde mit der venezolanischen 4-mal-400-Meter-Staffel disqualifiziert.
2021 wurde Garrido venezolanische Meisterin im 800-Meter-Lauf.

## Persönliche Bestzeiten
- 400 Meter: 56,63 s, 3. Oktober 2021 in Caracas
- 800 Meter: 2:11,47 min, 24. Juli 2021 in Barquisimeto